# Piotr Łukawski
Piotr Michał Łukawski (ur. 10 listopada 1972 w Gdyni) – polski aktor teatralny i filmowy.

## Życiorys
Ukończył Państwowe Liceum Sztuk Plastycznych  w Gdyni Orłowie (Wydział Fotografia Artystyczna). W latach 1994–1996 słuchacz Studium Aktorskiego przy Teatrze im. Stefana Jaracza w Olsztynie. W 2000 roku został absolwentem Państwowej Wyższej Szkoły Teatralnej im. Ludwika Solskiego w Krakowie (Wydziału Aktorskiego z siedzibą we Wrocławiu). W latach 2000–2004 asystent na zajęciach "Sceny klasyczne" Wydziału Aktorskiego we Wrocławiu u profesor Krzesisławy Dubiel oraz profesor Genowefy Wydrych. Jako aktor teatralny debiutował w 2000 roku na deskach Sceny Kameralnej Teatru Wybrzeże  w spektaklu Po deszczu Sergi Belbla, w reżyserii Anny Augustynowicz. W latach 2001–2006 był aktorem Teatru Polskiego w Poznaniu, w 2007 roku został aktorem Teatru Wybrzeże w Gdańsku. Współpracował z Teatrem Polskim we Wrocławiu oraz Teatrem Współczesnym we Wrocławiu.

## Filmografia
- 2024: Miłość jak miód, reż. Maciej Migas, jako mąż Gośki
- 2023: Bracia, reż. Maciej Migas, jako ojciec Marty
- 2023: Korona Królów. Jagiellonowie, reż. Krzysztof Łukaszewicz, jako kupiec Ludiwg
- 2022: Iluzja, reż. Maria Marta Minorowicz, jako detektyw
- 2022: Zachowaj spokój, reż. Michał Gazda, jako techniczny w galerii handlowej
- 2021: 25 lat niewinności, serial fabularny, reż. Jan Holoubek, jako gość
- 2021: Kamerdyner, serial tv, reż. Filip Bajon, jako Brunon Kroll
- 2021: Klangor, reż. Łukasz Kośmicki, jako strażnik dyżurny
- 2021: Komisarz Alex, reż. Mariusz Palej, jako Sebastian Krzywicki „Krzywy”
- 2021: Mecenas Porada, reż. Bartosz Prokopowicz, jako Hubert
- 2021: Pan Młody, film krótkometrażowy, reż. Jan Saczek, jako wujek
- 2021: M jak miłość jako gangster Andrzej „Herman” Hermanowicz
- 2021: Żeby nie było śladów, reż. Jan P. Matuszyński, jako komendant posterunku
- 2020: Na Wspólnej jako Roch Skarzyński
- 2020: 25 lat niewinności. Sprawa Tomka Komendy, reż. Jan Holoubek, jako gość
- 2020: Archiwista, reż. Maciej Żak, jako mecenas Marczak
- 2020: Barwy szczęścia, reż. Piotr Wereśniak, jako Michał Czarny
- 2020: Bez skrupułów, reż. Jacek Bromski, jako celnik
- 2020: Malowidło, jako Waldemar
- 2020: W głębi lasu, reż. Leszek Dawid, Bartosz Konopka, jako ojciec
- 2019: Solid Gold, reż. Jacek Bromski, jako celnik
- 2019: Na dobre i na złe, reż. Artur Urbański, jako policjant Kosiński
- 2019: Stulecie Winnych, reż. Piotr Trzaskalski, jako majster
- 2019: Ukryta gra, reż. Łukasz Kośmicki, jako mężczyzna w warszawskiej spelunie
- 2018: 1983, reż. Agnieszka Holland, jako Konrad Wędzicha
- 2018: Planeta singli 2, reż. Sam Akina, jako lekarz
- 2018: Kamerdyner, reż. Filip Bajon, jako Brunon Kroll
- 2018: Ostatni hrabia. Edward Bernard Raczyński (spektakl telewizyjny), reż. Krzysztof Magowski, jako turysta
- 2018: Ślad, reż. Okil Khamidov, jako Wacław Iwański
- 2018: Ślepnąc od świateł, reż. Krzysztof Skonieczny, jako sierżant
- 2018: Dziewczyny ze Lwowa, reż. Adam Wojtyszko, jako człowiek Kamyka
- 2017: Wojenne dziewczyny, reż. Michał Rogalski, jako inkasent
- 2017: Lekarze na start, reż. Leszek Korusiewicz, jako Marian Koniuszko
- 2017: Ojciec Mateusz, reż. Maciej Dutkiewicz, jako policjant
- 2016: Blondynka, reż. Mirosław Gronowski, jako taksówkarz
- 2016: M jak miłość, reż. Ryszard Zatorski, jako lekarz
- 2016: Ojciec Mateusz, reż. Wojciech Nowak, jako policjant
- 2015: Broniewski, reż. Adam Orzechowski (spektakl telewizyjny), jako Daszewski, Hempel
- 2015: Blondynka, reż. Mirosław Gronowski, jako strażak
- 2015: Na dobre i na złe, reż. Grzegorz Lewandowski, jako Karol Głowacz
- 2015: Prokurator, reż. Jacek Filipiak, jako Mariusz
- 2014: Na krawędzi, reż. Maciej Dutkiewicz, jako policjant
- 2013: Czas honoru, reż. Katarzyna Klimkiewicz, jako Paliwoda
- 2013: Wałęsa. Człowiek z nadziei, reż. Andrzej Wajda, jako stoczniowiec, kolega Lecha
- 2013: Lekarze, reż. Filip Zylber, jako ratownik medyczny
- 2012: M jak miłość, reż. Ryszard Zatorski, jako psycholog
- 2012: Prawo Agaty, reż. Maciej Migas, jako policjant
- 2011: Czarny czwartek, reż. Antoni Krause, jako Hugon Malinowski
- 2011: Plebania, reż. Jerzy Sztwiertnia, jako pracownik browaru
- 2011: Rezydencja, reż. Maciej Dejczer, jako headhunter
- 2009: Miasto z morza, reż. Andrzej Kotkowski, jako ksiądz Jesionowski
- 2008: Glina, reż. Władysław Pasikowski, jako „Ziomal”
- 2008: Trzeci oficer, reż. Maciej Dejczer, jako lekarz
- 2008: Egzamin z życia, reż. Waldemar Krzystek, jako policjant
- 2007: Odwróceni, reż. Michał Gazda, jako policjant
- 2007: Determinator, reż. Mirosław Gronowski, jako posterunkowy
- 2007: Prawo miasta, reż. Krzysztof Lange, jako strażnik
- 2006: Pierwsza miłość, reż. Okil Khamidov, jako Michalak
- 2003: Lokatorzy, reż. Andrzej Kostenko, jako agent ubezpieczeniowy
- 2000: Czarodziejskie krzesiwo (spektakl telewizyjny), reż. Jerzy Bielunas, jako dowódca straży
- 1994: Msza za miasto Arras (spektakl telewizyjny), reż. Janusz Kijowski, jako mnich

## Role teatralne

### Och-Teatr
- 2024: Koniec czerwonego człowieka, reż. Krystyna Janda, jako Władymir

### Teatr Wybrzeże w Gdańsku
- 2023: Kronika wypadków miłosnych, reż. Jarosław Tumidajski, jako Nieznajomy
- 2022: Kim jest Pan Schmitt?, reż. Jan Hussakowski, jako Pan Baran
- 2022: Śmierć  komiwojażera, reż. Radek Stępień, jako Ben, zastępstwo za Cezarego Rybińskiego
- 2021: Szelmostwa Lisa Witalisa, reż. Joanna Zdrada, jako Niedźwiedź
- 2021: Sztuka, reż. Adam Orzechowski jako Serge[1]
- 2020: Żabusia, reż. Jarosław Tumidajski jako "Rak"
- 2020: Śmierć Iwana Iljicza, reż. Franciszek Szumiński jako Fiodor Pietrowicz Pietryszczew
- 2019: Niezwyciężony, reż. Jarosław Tumidajski jako Alan
- 2019: Zaczarowana Królewna, reż. Michał Derlatka jako Król, Rycerz, Dworzanin, Chłop, Wilk, Waluś, Pająk
- 2018: Damy i huzary albo Play Fredro, reż. Adam Orzechowski jako Rembo
- 2017: Zakochany Szekspir, reż. Paweł Aigner jako Edmund Tilney
- 2017: Urodziny, czyli ceremonie żałobne w czas radosnego świętowania, reż. Adam Orzechowski jako I Sekretarz
- 2016: Uwiedzeni. Fredro: Cudzoziemczyzna/Bohomolec: Małżeństwo z kalendarza, reż. Jarosław Tumidajski jako Etienne/ Ernest
- 2016: Czyż nie dobija się koni?, reż. Wojciech Kościelniak jako Kid
- 2015: Wesołe kumoszki z Windsoru, reż. Paweł Aigner jako Jerzy Page, mieszcznin z Windsoru
- 2015: Tresowane dusze, reż. Adam Orzechowski jako Smolkiewicz, sekretarz biura interwencyjnego
- 2014: Dwóch w twoim domu, reż. Rudolf Zioło jako Drugi
- 2014: Broniewski, reż. Adam Orzechowski jako Daszewski, Hempel
- 2014: Martwe dusze, reż. Janusz Wisniewski jako Amant z armii
- 2013: Podróże Guliwera, reż. Michał Derlatka jako Wielki Wódz Armii Bolgolam, Przeraźliwy Papagigant, Karla Klata, Munodi, Koń gospodarz
- 2012: Intymne lęki, reż. Adam Orzechowski jako Ambrose
- 2012: Arabela, reż. Paweł Aigner jako Blekota
- 2011: Wilkommen w Zoppotach, reż. Adam Orzechowski jako Lolo Karpiński
- 2011: Solness, reż. Iwo Vedral jako Herdal
- 2011: Kasia z Heilbronu, reż. Krzysztof Rekowski jako Flammberg
- 2010: Charlie bokserem, reż. Piotr Cieplak jako Rzeźnik z Bostonu
- 2010: Być jak Kazimierz Deyna, reż. Piotr Jędrzejas jako Banan
- 2010: Bal manekinów, reż. Ryszard Major jako Stylowy Manekin
- 2009: Tajemnicza Irma Vep, reż. Adam Orzechowski jako Nicodemus Underwood, Lady Enid Hillcrest
- 2009: Szef wszystkich szefów, reż. Krzysztof Rekowski jako Noel
- 2009: Komedia omyłek, reż. Zbigniew Brzoza jako Egeon
- 2008: Słodki ptak młodości, reż. Grzegorz Wiśniewski jako Doktor Scuder
- 2007: Wesele, reż. Rudolf Zioło jako Stasiek
- 2007: Zwyczajne szaleństwa, reż. Krzysztof Rekowski jako Alesz
- 2007: Blaszany bębenek, reż. Adam Nalepa jako Aleksander
- 2007: Dar z nieba, reż. Tomasz Obara jako Justin

### Teatr Polski w Poznaniu
- 2006: Krawiec, reż. Artur Tyszkiewicz jako Ekscelencja
- 2006: W oczach Zachodu, reż. Mateusz Bednarkiewicz jako Haldin
- 2006: Hysterikon, reż. Piotr Kruszczyński jako Mężczyzna, który wpadł tylko na chwilę...
- 2005: Zemsta, reż. Piotr Cieplak jako Papkin
- 2005: Biesy, reż. Marek Fiedor jako Szatow
- 2005: Stary Franka Hernera, reż. Iwona Kempa jako Pitiu Herda
- 2005: Zwyczajne szaleństwa, reż. Paweł Szkotak jako Mucha
- 2004: Portugalia, reż. Iwona Kempa jako Szatan
- 2004: Proces, reż. Marek Fiedor jako Ksiądz
- 2003: Terroryzm, reż. Paweł Łysak  jako Terrorysta
- 2003: Roberto Zucco, reż. Paweł Wodziński jako Niecierpliwy Alfons
- 2002: Hamlet Wtóry, reż. Maciej Prus jako Immaginato
- 2001: Freiheit – Wolność, reż. Paweł Łysak jako Paweł
- 2001: Książę Niezłomny, reż. Paweł Łysak jako Mulej – wódz galer fezańskich
- 2001: Dziady Drezdeńskie, reż. Maciej Prus jako Sekretarz, Jankowski
- 2001: Krąg Personalny 3:1, reż. Piotr Chołodziński jako Heiner

### Teatr Wybrzeże w Gdańsku
- 2000: Po deszczu, reż. Anna Augustynowicz jako Goniec

### Teatr Polski we Wrocławiu
- 2001: Leworęczna kobieta, reż. Monika Pięcikiewicz jako Kierowca

### Teatr Współczesny we Wrocławiu
- 2000: Zmierzch, reż. Krystyna Miessner jako Grubonogi
- 1999: Pietruszka, reż. Mariusz Jarnuszkiewicz jako służący Pietruszki

### Teatr Dramatyczny w Elblągu
- 1996: Królowa Śniegu, reż. Jacek Medwecki jako Listonosz, Tłumacz, Ren
- 1996: Zemsta, reż. Józef Jasielski jako Maciej Miętus
- 1995: Iwona Księżniczka Burgunda, reż. Józef Jasielski jako Dworzanin I

### Teatr im. Stefana Jaracza w Olsztynie
- 1995: Złota Kaczka, reż. Zbigniew Marek Hass jako Cygan
- 1995: Czyż nie dobija się koni?, reż. Tomasz Dutkiewicz
- 1994: Łgarz, reż. Stanisław Nosowicz
- 1994: Msza za miasto Arras, reż. Janusz Kijowski jako Mnich

## Nagrody
- 1999: Stypendium Ministra Kultury i Sztuki za wyróżniające osiągnięcia w nauce
- 1999: Wyróżnienie na V Warsztatach Wydziałów Aktorskich w konkursie interpretacji wiersza w Teatrze im. Juliusza Słowackiego w Krakowie
- 2000: II nagroda na XVIII Festiwalu Szkół Teatralnych za rolę Tota  w sztuce Rodzina Totów Istvan Orkeny, reż. Krzysztof Dracz oraz za rolę Pigwy w sztuce Sen Nocy Letniej Wiliam Szekspir reż. Krzesisława Dubiel, Andrzej Hrydzewicz
- 2000: Wyróżnienie w konkursie Szkół Teatralnych PPA we Wrocławiu za Dziecię Tkaczy sł. Jeremi Przybora, muz. Jerzy Wasowski reż. Halina Śmiela-Jakobson
- 2003: Nagroda na IV Festiwalu Dramaturgii Współczesnej Rzeczywistość Przedstawiona w Zabrzu za rolę Szatana, w Portugalii reż. Iwona Kempa
- 2004: Najlepsza rola drugoplanowa w sezonie 2003/2004 wg miesięcznika „Teatr” w spektaklu Zoltan Egressy Portugalia reż. Iwona Kempa
- 2021: Nagroda Prezydenta Miasta Gdańska w Dziedzinie Kultury z okazji jubileuszu 20-lecia pracy artystycznej[2]